# Coppa del mondo di marcia 1977
La Coppa del mondo di marcia 1977 (1977 IAAF World Race Walking Cup) si è svolta a Milton Keynes, in Gran Bretagna, nei giorni 24 e 25 settembre. Questa edizione della manifestazione ha ospitato anche un evento di marcia femminile (5 km).

## Medagliati

### Uomini
| Specialità     | Oro                     | Prestazione | Argento       | Prestazione | Bronzo                 | Prestazione |
| 20 km          | Daniel Bautista         | 1h24'02"    | Domingo Colín | 1h24'31"    | Karl-Heinz Stadtmüller | 1h24'51"    |
| 50 km          | Raúl González Rodríguez | 4h04'16"    | Pedro Aroche  | 4h04'55"    | Paolo Grecucci         | 4h06'27"    |
| Gara a squadre | Messico                 | 185 pt.     | Germania Est  | 180 pt.     | Italia                 | 160 pt.     |

### Donne[4]
| Specialità | Oro            | Prestazione | Argento     | Prestazione | Bronzo         | Prestazione |
| 5 km       | Siv Gustavsson | 23'19"      | Carol Tyson | 23'46"      | Margareta Simu | 24'12"      |